# Marshall (Texas)

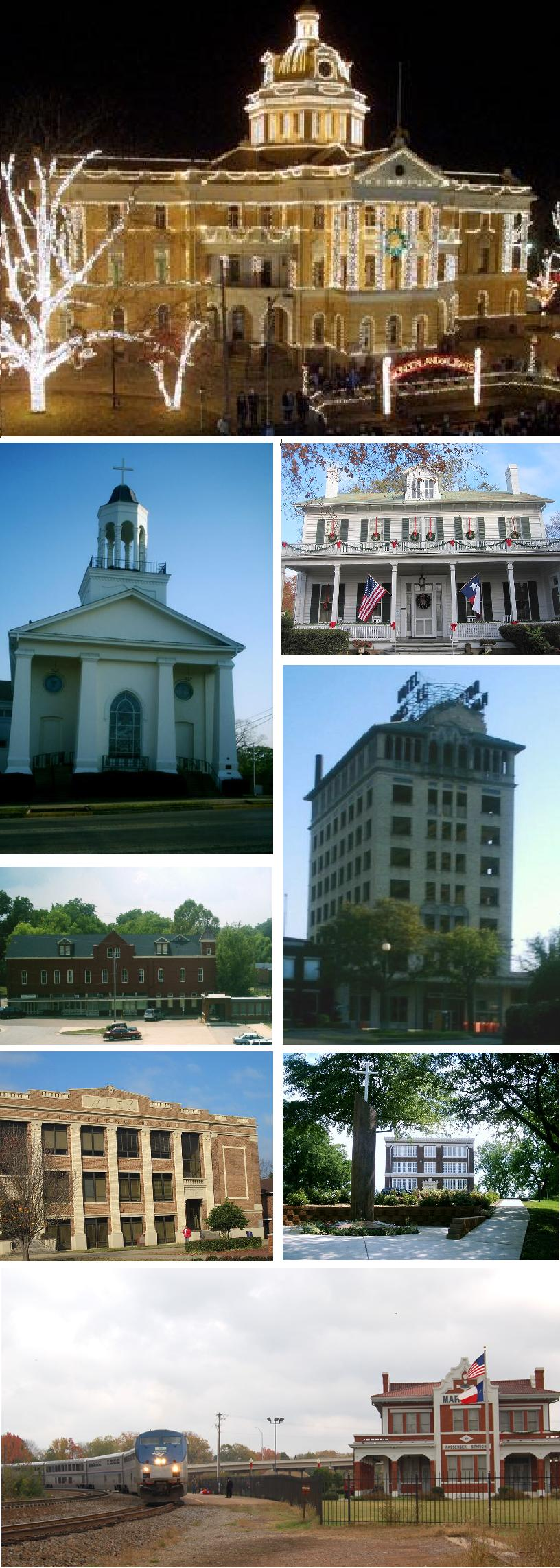
A cidade de Marshall.

Marshall é uma cidade do estado norte-americano do Texas. É a sede do condado de Harrison. Está localizada perto das fronteiras de Luisiana e Arkansas e faz parte da região de Ark-La-Tex. No censo de 2000, a cidade tinha uma população total de 23 935 habitantes.
Marshall é um grande centro cultural, educacional e político do East Texas (Texas Oriental). A cidade é conhecida pela sua participação na guerra civil, pelas suas ferrovias, pela história no movimento dos direitos civis no país, por ter um dos maiores festivais de luzes nos Estados Unidos(o Mundo Maravilhoso das Luzes), e também como a "capital mundial da cerâmica", pela sua indústria de cerâmica de tamanho considerável.